# Gossip Girl (telessérie)
Gossip Girl é uma série de televisão norte-americana de drama adolescente, baseada na série literária homônima da escritora Cecily von Ziegesar. Criada por Josh Schwartz e Stephanie Savage, a série foi originalmente transmitida nos Estados Unidos pela rede de televisão The CW de 19 de setembro de 2007 e 17 de dezembro de 2012, totalizando seis temporadas e 121 episódios. No Brasil, Gossip Girl teve sua estreia em 8 de novembro de 2007 no canal de televisão por assinatura Warner Channel, onde foi exibida até abril de 2010. Em seguida, foi transmitida pelo SBT e pelo Glitz*. Em Portugal, a série foi ao ar no extinto Canal Sony e está no ar no canal Biggs.

## Enredo
A série, sobre jovens estudantes das escolas de elite no Upper East Side de Manhattan em Nova York, segue quando Serena van der Woodsen (Blake Lively) retorna à cidade após ter ficado seis meses fora em um internato e se mantido fora do alcance de amigos e conhecidos. Os acontecimentos e histórias de cada personagem são narrados em um site por uma blogueira anônima (voz por Kristen Bell), que atende pelo pseudônimo "Gossip Girl" (Garota Fofoqueira, em português). Gossip Girl narra os escândalos de Serena e seus amigos desde a oitava série de Serena, quando a garota ficou com seu vestido branco todo molhado dentro de um avião na viagem de excursão da escola. Desde então, Serena virou a vitima preferida de Gossip Girl. Magoada pelo fato de Serena não ter dado nenhuma noticia e ainda por ter passado por gravíssimos problemas familiares sozinha, Blair Waldorf (Leighton Meester) começa excluindo socialmente a melhor amiga e mantendo distância de Serena, como punição pela total perda de contato durante sua ausência. Envolvidos na trama temos também Nate Archibald (Chace Crawford) e seu amigo de infância, Chuck Bass (Ed Westwick), e os irmãos até então "apagados" Dan Humphrey (Penn Badgley) e Jenny Humphrey (Taylor Momsen), além da amiga de infância de Dan, Vanessa Abrams (Jessica Szohr). Fazendo parte da trama há também o irmão de Serena, Erik (Connor Paolo), sua mãe Lily van der Woodsen (Kelly Rutherford) e Rufus Humphrey (Matthew Settle), separado de sua esposa Alison (Susan Misner), pais de Dan e Jenny e uma impostora, Ivy Dickens (Kaylee DeFer) que se passa pela prima de Serena (Esta ingressa na série na quarta temporada e se torna personagem principal na quinta temporada). A partir da quinta temporada Jenny Humphrey (Taylor Momsen) e Vanessa Abrams (Jessica Szohr) saem do elenco do seriado, porém fazem algumas participações especiais.

### Primeira temporada (2007–2008)
A primeira temporada foca no retorno de Serena ao Upper East Side, no mistério sobre o que a fizera partir e por que está tentando mudar de garota rebelde para uma boa garota. Inicialmente, achava-se que o motivo da fuga de Serena foi a traição que fizera a sua melhor amiga Blair, dormindo com Nate Archibald, namorado de Blair. Perto do final da temporada, a venenosa Georgina Sparks, ex-amiga de Serena, aparece no Upper East Side para revelar que a noite em que Serena dormiu com Nate não acabou ali – Serena se encontrou com Georgina no Stanhope Hotel e um homem morreu em sua presença sob o efeito de drogas, enquanto eles eram gravados quase fazendo sexo. Embora inimigas no começo da temporada, Blair e Serena voltam a ser melhores amigas após confessarem o quanto sentem falta uma da outra. Serena volta querendo ser uma pessoa melhor, então abdica o reinado da escola, até porque querer voltar a ser rainha seria declarar guerra contra Blair, e isso no Upper East Side significa o próprio suicídio. Blair Waldorf reina então, plenamente, na escola privada para garotas, a Constance Billard School for Girls (St. Jude's School for Boys, a escola em um prédio vizinho a Constance, é a escola na qual os rapazes do seriado estudam). A temporada ainda envolve o namoro de Serena com o garoto solitário Dan Humphrey; Problemas familiares, de popularidade e de bulimia de Blair; A relação de Blair com Nate e com o seu melhor amigo, Chuck Bass; Um romance antigo entre a mãe de Serena, Lily van der Woodsen e o pai de Dan, Rufus Humphrey; A busca de Jenny Humphrey pela popularidade e sobre crescer no mundo social; A rivalidade entre Blair e Jenny e sobre Blair ser a mentora de Jenny nesse mundo; E a melhor amiga de infância de Dan que reapareceu de surpresa na cidade, Vanessa Abrams. A temporada termina com a revelação do segredo de Serena, causando o término do namoro com Dan, e Chuck abandonando Blair no aeroporto enquanto a garota acha outro romance de verão antes de partir para a Europa.

### Segunda temporada (2008–2009)
A segunda temporada se passa no ano de formatura dos personagens, e explora o  relacionamento de Blair e Chuck. Embora o projeto inicial fosse Serena e Dan serem o casal protagonista, vemos o casal Blair e Chuck ganhar o público com as brilhantes atuações de Leighton Meester e Ed Westwick apagando os outros personagens. O primeiro episódio da temporada acontece no Hamptons e focou no relacionamento entre Blair e Chuck, que foi rotulado pela People Magazine, como o "coração de GG". Ambos os personagens se negavam a admitir seus sentimentos um pelo outro e passaram por vários planos e manipulações.
A primeira metade da temporada lida com Serena virando uma grande socialite ofuscando a atenção que Blair tinha enquanto a amizade das duas é testada quando a personagem Poppy Lifton (Tamara Feldman) surge, uma socialite que provoca um conflito entre Serena e Blair, inspirando Serena a tomar o lugar da sua melhor amiga na sociedade. Nate encara o passado do seu pai criminoso envolvido com drogas e começa um romance com Vanessa, que se torna cada vez mais envolvida com o mundo do Upper East Side.
Jenny começa a se revoltar contra as pessoas ao seu redor e procura uma carreira como estilista, desafiando as regras de Rufus enquanto a amizade de Dan com Nate e seu namoro com Serena o transforma de um garoto solitário para um grande foco nos blogs de fofoca. A primeira metade da temporada acabou na primeira semana de dezembro, com a chocante morte de Bart Bass.
A segunda metade da temporada revela os impactos da morte de Bart, causando uma mudança drástica na direção mental de Chuck e um crescimento notável no relacionamento de Rufus e Lily, inclusive a revelação que os dois dividem um filho juntos, contribuindo para um declínio na relação de Dan e Serena. John Shea atuou novamente em seu personagem de Harold Waldorf durante um episódio de Ação de Graças e fica decepcionado com as mentiras e manipulações de sua filha Blair cria  devido a sua enorme ambição de entrar na faculdade de Yale, que é o grande sonho da garota desde pequena. Desmond Harrington entra na série como o tio manipulador de Chuck, Jack Bass. Poppy volta a temporada com um novo interesse romântico de Serena, Gabriel Edwards. Michelle Trachtenburg retorna ao papel de Georgina Sparks e filmou suas cenas durante fevereiro. Georgina volta completamente diferente, se antes era malvada, agora se entrega totalmente a Jesus. Mas no final, ela mostra que Blair tinha razão e volta a ser exatamente como antes, maleficamente se inscreve para ser colega de quarto de Blair na faculdade, mesmo sendo inimigas declaradas.
Ainda há um spin-off de Lily, Valley Girls, que mostra a vida conturbada de Lily, quando adolescente, e sua família, mostrando sua mãe, CeCe Rhodes, seu pai e sua irmã, Carol Rhodes. Enquanto o enredo prossegue, o papel da "Gossip Girl" cai ligeiramente. Ela continua a postar em seu blog, mas guarda para si alguns segredos que poderiam mudar toda a vida no Upper East Side, mas devido a decisão de Serena de descobrir quem a Gossip Girl realmente é, depois da blogger estragar a formatura de todos, ela revela todos os segredos bombásticos. Serena falha ao tentar descobrir a identidade da Gossip Girl. A temporada termina com Chuck finalmente dizendo e admitindo a Blair que a ama, os dois se beijam. Também no episódio final, Blair escolhe Jenny como sua sucessora como a rainha da escola, pois com a ida de Blair para a faculdade, o cargo de rainha fica vazio, e como manda a tradição a rainha atual que escolhe a próxima rainha.

### Terceira temporada (2009–2010)
A terceira temporada foca na vida de Blair, Dan e Vanessa entrando na Universidade de Nova Iorque enquanto a grande estrela de filmes hollywoodianos Olivia Burke (Hilary Duff) começa a namorar com Dan; A disputa de Georgina e Blair na faculdade; Nate entrando na Universidade de Columbia; Serena tirando um ano para ficar fora da escola para tentar se encontrar; Jenny se tornando a rainha da Constance; e Chuck assumindo as Indústrias Bass, além de se tornar o filho adotivo de Lily van der Woodsen. Os primeiros episódios focam nas férias de verão, que antecedem o começo das aulas na universidade, em que a Gossip Girl prometeu continuar revelando os segredos dos estudantes.
Muitos convidados especiais fizeram parte da temporada, incluindo Joanna García como Bree Buckley, um interesse amoroso de Nate; A criadora do America's Next Top Model, Tyra Banks como Ursula Nyquist; William Baldwin como William van der Woodsen, pai de Serena e Eric, ex-marido de Lily e rival de Rufus, desde quando Lily e Rufus terminaram seu relacionamento na juventude; e performances especiais de Lady Gaga, Tory Burch, Jimmy Fallon, Plastiscines, Georgina Chapman e Sonic Youth. O nono episódio da temporada causou muita controvérsia. Grupos de pais pediu para a The CW a não exibir o episódio, já que continha um sexo a três. CW ignorou os pedidos e anunciou que o episódio ia ao ar como planejado.
Serena se envolve com um candidato, Tripp van der Bilt, mas ela descobre alguns segredos sobre ele que não a agrada. Serena e Tripp sofrem um acidente de carro e após disso, ela começa a namorar com Nate.
A temporada focou muito na rebeldia de Jenny Humphrey. Ela passou boa parte da temporada tramando contra Eric, seu melhor amigo de longa data, e procurando por Nate, que estava namorando com Serena. No final da temporada, Jenny que estava se sentindo triste por ter perdido Nate, passa a noite com Chuck Bass. Depois que Blair descobre o acontecido expulsa a garota de Manhattan e Rufus e Lily a mandam para Hudson, para morar com sua mãe. Outros plots incluem: O relacionamento conturbado entre Blair e Chuck – incluindo o fato que Chuck trocou Blair pelo seu hotel; A busca de Chuck pela sua verdadeira mãe; Dan e Vanessa que passam de amigos para namorados; Serena tentando se encontrar com um novo trabalho e se envolvendo com Carter, Tripp, o primo casado de Nate, e o próprio Nate. No episódio final da temporada, Georgina volta grávida e revela que o bebê é de Dan.
A temporada termina com Blair e Serena indo a Paris e Chuck, bêbado e deprimido, levando um tiro quase fatal ao tentar defender o anel, que ia dar para Blair ao pedi-la em casamento, de um furto.

### Quarta temporada (2010–2011)
O principal mistério da quarta temporada é o de Juliet Sharp (Katie Cassidy), uma garota misteriosa que investiga toda a vida de Serena e promete vingança a ela por ter colocado seu irmão na cadeia, Ben Donovan. Também é mostrado que nasceu o filho de Georgina e Dan, que mais tarde, a vilã revela que é de outra pessoa. A segunda metade da temporada mostra as complicações que Serena encontra em seu novo relacionamento com seu antigo professor e irmão de Juliet, Ben; Chuck tentando ganhar controle das Indústrias Bass contra Russel Thorpe (Michael Boatman) e a amizade de Dan e Blair que vai crescendo com o tempo. Também é revelado que Lily foi a responsável por mandar Ben para a cadeia, então ela fica em prisão domiciliar; A vingança de Chuck contra Blair por ela ter destruído seu relacionamento com Eva Coupeau (Clémence Poésy); A amizade de Vanessa e Dan que começa a se destruir; e a prima desaparecida de Serena, Charlie Rhodes (Kaylee DeFer) que mais tarde se revela como Ivy Dickens, uma atriz que é contratada por Carol Rhodes, mãe de Charlie, para ficar no lugar da filha e assim, Carol poder ficar com a fortuna dela. Charlie/Ivy ainda enfrenta os encantamentos do Upper East Side e fica obcecada por Dan e pelas belas festas. No episódio final da temporada, Georgina faz uma proposta à Ivy de se unir a ela a qualquer momento. Nesse mesmo episódio, é mostrado uma Georgina Sparks que está com tédio da sua vida de dona de casa, cuidando do seu filho e que está a procura de novos planos e armações.
Os primeiros dois episódios da temporada focam em Blair, Serena e Chuck em Paris. Na cidade, Blair conhece o Príncipe Louis Grimaldi, que volta no final da temporada e a pede em casamento. Blair aceita o pedido, se despedindo definitivamente de Chuck.
Taylor Momsen que interpreta Jenny Humphrey, participou ainda de quatro episódios da temporada, "Easy J" – onde revela para todos o segredo que dormiu com Chuck, deixando Blair furiosa, "Juliet Doesn't Live Here Anymore" – onde se junta com Juliet e Vanessa para destruir Serena, "The Witches of Bushwick" – onde participa de um baile de máscaras e revela para todos que Blair e Chuck ainda vivem em um romance, colocando toda a culpa em Serena, e "Gaslit" – onde se arrepende do seu plano e revela o que Juliet está tramando.
A temporada termina com Dorota recolhendo um teste gravidez com resultado positivo, seria esse teste de Serena ou de Blair?

### Quinta temporada (2011–2012)
A série foi renovada pela The CW para uma quinta temporada no dia 26 de abril de 2011. No dia 9 de maio de 2011, foi anunciado que Taylor Momsen e Jessica Szohr não voltariam a série, mas poderiam participar em alguns episódios. Kaylee DeFer que interpreta Ivy Dickens, foi promovida à elenco fixo da série. Ivy vem sido paga pela irmã de Lily, Carol Rhodes (Sheila Kelley), para fingir que é sua filha, a prima de Serena, Charlie Rhodes (Ella Rae Peck). Ela participa de vários episódios da quinta temporada como a verdadeira Charlie Rhodes.
A temporada começa em Los Angeles quando um Chuck renovado e acompanhado de Nate decidem visitar Serena. Chuck tem uma nova filosofia de vida e diz "sim" para tudo, até mesmo para situações de vida ou morte. Serena começa a trabalhar em um set de filmagens de um filme e é lhe oferecido um emprego para continuar no trabalho. Nate começa um romance com uma mulher mais velha, Diana Payne, que tem um interesse maior em ficar com Nate: se aproximar de todos para criar um novo site de fofocas, o NYSpectator que iria destruir a Gossip Girl de uma vez por todas. De volta a Nova Iorque, Dan descobre que Vanessa roubou e publicou um capítulo do seu livro secreto e Blair continua a planejar seu casamento com Louis e ela descobre que está grávida. Durante vários episódios, Blair tenta negar que está grávida e tenta descobrir quem é o pai verdadeiro – Louis ou Chuck. Mas, em resultado de um acidente de carro grave, Blair perde seu bebê e Chuck quase morre, como promessa à Deus por ter salvado a vida de Chuck, Blair se casa com Louis no episódio 100 da série.
Georgina também aparece no episódio 100 causando grandes conflitos, ela tenta arruinar o casamento de Blair como vingança por todas as coisas que Blair fez para ela, hackeia o site da Gossip Girl e fica no comando dele por dias. Ela tenta arruinar a festa do dia dos namorados de Nate e posta uma foto de Blair e Dan se beijando, causando uma grande confusão na amizade entre Blair e Serena e um grande incômodo a Chuck. No episódio "The Princess Dowry", Georgina faz um acordo com Blair, dizendo que vai livrá-la de seu casamento infeliz com o príncipe Louis. Georgina passa o bastão da Gossip Girl para Serena, que se torna a Gossip Girl 3.0. Serena sempre foi contra o site de fofocas, mas promete ser uma versão diferente, o que não acontece já que ela trai seus amigos, roubando várias páginas do diário secreto de Blair e difamando sua prima Charlie/Lola. Com a ajuda de Nate e Charlie/Lola, a Gossip Girl consegue seu site de volta.
A temporada também foca na construção do novo site de fofocas de Nate e Diana, o NYSpectator, na amizade que logo se torna um romance entre Blair e Dan, na busca de Chuck pela sua mãe e que logo descobre que Bart ainda está vivo e ainda na morte de CeCe Rhodes causando um grande efeito sob a vida de Lily, já que CeCe deixa toda a sua fortuna para Ivy Dickens. Ivy expulsa Lily e Rufus do seu apartamento e controla tudo. No final, Lily recupera a fortuna de sua mãe e, com a ajuda de Ivy, coloca sua irmã Carol na cadeia. Ivy ganhou um cheque por isso, mas o rasga, já que o que mais queria era uma verdadeira família como as dos Rhodes/Van der Woodsen e no final, com o dinheiro e ajuda de Lola, promete se vingar de Lily. No final da temporada, Blair tem que fazer uma escolha entre Dan e Chuck e Lily entre Rufus e Bart. Lily se separa de Rufus e vai morar novamente com Bart. Serena fica obcecada em ter Dan de volta, após transar com ele e trair sua melhor amiga novamente, além de perder todos com quem se importa, ela é vista deixando a cidade com um estranho voltando ao mundo das drogas. Dan decide escrever um novo livro sobre o Upper East Side com a ajuda de Georgina.
A temporada termina em Mônaco, com Blair dizendo a Chuck que vai lutar por ele.

### Sexta temporada (2012)
No dia 11 de maio de 2012, foi anunciado que Gossip Girl iria retornar para uma sexta e última temporada. A sexta temporada começa com os Upper East Siders trabalhando juntos para se acharem. Serena saiu de cena, fora até do alcance da Gossip Girl. Seus amigos temem o pior e esperam o melhor para ela, mas não conseguem imaginar onde poderiam encontrá-la. Enquanto isso, Blair ofereceu seu coração a Chuck, mas o seu amor é suficiente para ajudá-lo a conquistar o Empire? Lonely Boy Dan escreveu um novo livro que promete causar ainda mais confusão que o primeiro, e dessa vez não tem vontade de permanecer anônimo. Nate está determinado a finalmente revelar a identidade de Gossip Girl, para poder engrandecer o The Spectator e ele mesmo. Lily e Rufus se desentendem quando Rufus começa um romance com Ivy que está cada vez mais determinada a derrubar Lily e sua família. Em qualquer outro lugar seria muito drama para lidar, mas isso é o Upper East Side. E quando Bart Bass, Jack Bass e Georgina Sparks aparecem para fazer o inferno, é uma luta para o espetacular final da série. Quem ficará por cima?
No dia 17 de dezembro de 2012 a série transmitiu seu último episódio nos Estados Unidos. A atriz Kristen Bell, a narradora da série durante todas as seis temporadas fez uma participação como ela mesma (mas não foi revelada como a Gossip Girl). Outros personagens antigos participaram do episódio final, incluindo Jessica Szhor como Vanessa Abrams, Katie Cassidy que interpretou Juliet Sharp, Willa Holland como Agnes Andrews, Taylor Momsen como Jenny Humphrey e Conor Paolo como Eric van der Woodsen. Outras participações notáveis foram da atriz Rachel Bilson e do prefeito de Nova Iorque, Michael Bloomberg. O episódio ficou dividido, nos primeiros 25 minutos focou principalmente na fuga de Blair e Chuck da polícia e finalmente no casamento dos dois, depois de 6 anos de um romance quente, e nos outros 15 minutos focou na revelação da identidade da Gossip Girl. Nos momentos finais do episódio, foi mostrada a vida dos personagens 5 anos depois onde mostra que Chuck e Blair tiveram um filho, Henry Bass; Blair continua a comandar sua empresa multimilionária; Nate comanda com sucesso o NY Spectator e segundo os rumores pode se candidatar a prefeito de Nova Iorque; Georgina e Jack Bass começam um romance; Lily e Rufus terminam como amigos intimos e Lily fica com William, seu ex-marido e pai de Serena e Eric, e Rufus com a cantora Lisa Loeb que apareceu na primeira temporada; Jenny desenha uma linha (J for Waldorf) de roupas para a empresa de Blair;Dorota continua trabalhando para Blair; Ivy escreve uma autobiográfia a qual vira um filme estrelado por Lola/Charlie e Olivia (Hilary Duff), contando sua experiência na vida glamurosa da elite de Manhattan. A série termina com o casamento de Serena e Dan. É uma pequena cerimônia na casa de Blair e Chuck, onde estão os convidados Jenny, Eric, Lily, William, Rufus, Lisa, Nate, Dorota, Jack e Georgina. Durante o episódio final, é revelado que o Blog Gossip Girl foi criado e comandado por Dan Humphrey, até quando o mesmo desistiu de comandá-lo na noite do acidente de Blair e Chuck, e quando voltou ao controle depois de Serena devolvê-lo. Na cena final, é mostrada uma nova geração de Blairs, Serenas, Chucks, Nates e Dans, além de uma nova Gossip Girl que promete novamente nunca revelar sua identidade.

## Elenco
| Ator/Atriz                     | Personagem              | Elenco Principal | Elenco Principal | Elenco Principal | Elenco Principal | Elenco Principal | Elenco Principal | Elenco Principal |
| ------------------------------ | ----------------------- | ---------------- | ---------------- | ---------------- | ---------------- | ---------------- | ---------------- | ---------------- |
| Blake Lively                   | Serena van der Woodsen  | Principal5       | Principal5       | Principal5       | Principal5       | Principal5       | Principal5       | Principal5       |
| Leighton Meester               | Blair Waldorf           | Principal5       | Principal5       | Principal5       | Principal5       | Principal5       | Principal5       | Principal5       |
| Jessica Szohr                  | Vanessa Abrams          | Principal5       | Principal5       | Principal5       | Principal5       | Principal5       | Principal5       | Principal5       |
| Taylor Momsen                  | Jenny Humphrey          | Principal5       | Principal5       | Principal5       | Principal5       | Principal5       | Principal5       | Principal5       |
| Penn Badgley                   | Dan Humphrey            | Principal5       | Principal5       | Principal5       | Principal5       | Principal5       | Principal5       | Principal5       |
| Chace Crawford                 | Nate Archibald          | Principal5       | Principal5       | Principal5       | Principal5       | Principal5       | Principal5       | Principal5       |
| Ed Westwick                    | Chuck Bass              | Principal5       | Principal5       | Principal5       | Principal5       | Principal5       | Principal5       | Principal5       |
| Kristen Bell                   | Narradora / Gossip Girl | Principal5       | Principal5       | Principal5       | Principal5       | Principal5       | Principal5       | Principal5       |
| Elenco Família Van Der Woodsen |                         |                  |                  |                  |                  |                  |                  |                  |
| Lily van der Woodsen           | Recorrente5             | Recorrente5      | Recorrente5      | Recorrente5      | Recorrente5      | Recorrente5      | Recorrente5      | Recorrente5      |
| William van der Woodsen        | Recorrente5             | Recorrente5      | Recorrente5      | Recorrente5      | Recorrente5      | Recorrente5      | Recorrente5      | Recorrente5      |
| Eric van der Woodsen           | Recorrente5             | Recorrente5      | Recorrente5      | Recorrente5      | Recorrente5      | Recorrente5      | Recorrente5      | Recorrente5      |
| Elenco Família Waldorf Rose    |                         |                  |                  |                  |                  |                  |                  |                  |
| Eleanor Rose                   | Recorrente5             | Recorrente5      | Recorrente5      | Recorrente5      | Recorrente5      | Recorrente5      | Recorrente5      | Recorrente5      |
| Harold Waldorf                 | Recorrente5             | Recorrente5      | Recorrente5      | Recorrente5      | Recorrente5      | Recorrente5      | Recorrente5      | Recorrente5      |
| Tyler Waldorf                  | Recorrente5             | Recorrente5      | Recorrente5      | Recorrente5      | Recorrente5      | Recorrente5      | Recorrente5      | Recorrente5      |
| Cyrus Rose                     | Recorrente5             | Recorrente5      | Recorrente5      | Recorrente5      | Recorrente5      | Recorrente5      | Recorrente5      | Recorrente5      |
| Yale Rose                      | Recorrente5             | Recorrente5      | Recorrente5      | Recorrente5      | Recorrente5      | Recorrente5      | Recorrente5      | Recorrente5      |
| Giles Waldorf                  | Recorrente5             | Recorrente5      | Recorrente5      | Recorrente5      | Recorrente5      | Recorrente5      | Recorrente5      | Recorrente5      |
| Pierre Waldorf                 | Recorrente5             | Recorrente5      | Recorrente5      | Recorrente5      | Recorrente5      | Recorrente5      | Recorrente5      | Recorrente5      |
| Pauline Waldorf                | Recorrente5             | Recorrente5      | Recorrente5      | Recorrente5      | Recorrente5      | Recorrente5      | Recorrente5      | Recorrente5      |
| Elenco Família Abrams          |                         |                  |                  |                  |                  |                  |                  |                  |
| Arlo Abrams                    | Recorrente5             | Recorrente5      | Recorrente5      | Recorrente5      | Recorrente5      | Recorrente5      | Recorrente5      | Recorrente5      |
| Gabriela Abrams                | Recorrente5             | Recorrente5      | Recorrente5      | Recorrente5      | Recorrente5      | Recorrente5      | Recorrente5      | Recorrente5      |
| Ruby Abrams                    | Recorrente5             | Recorrente5      | Recorrente5      | Recorrente5      | Recorrente5      | Recorrente5      | Recorrente5      | Recorrente5      |
| Elenco Família Humphrey        |                         |                  |                  |                  |                  |                  |                  |                  |
| Rufus Humphrey                 | Recorrente5             | Recorrente5      | Recorrente5      | Recorrente5      | Recorrente5      | Recorrente5      | Recorrente5      | Recorrente5      |
| Alison Humphrey                | Recorrente5             | Recorrente5      | Recorrente5      | Recorrente5      | Recorrente5      | Recorrente5      | Recorrente5      | Recorrente5      |
| Elenco Família Archibald       |                         |                  |                  |                  |                  |                  |                  |                  |
| Howard Archibald               | Recorrente5             | Recorrente5      | Recorrente5      | Recorrente5      | Recorrente5      | Recorrente5      | Recorrente5      | Recorrente5      |
| Anne Archibald                 | Recorrente5             | Recorrente5      | Recorrente5      | Recorrente5      | Recorrente5      | Recorrente5      | Recorrente5      | Recorrente5      |
| Elenco Bass                    |                         |                  |                  |                  |                  |                  |                  |                  |
| Misty Bass                     | Recorrente5             | Recorrente5      | Recorrente5      | Recorrente5      | Recorrente5      | Recorrente5      | Recorrente5      | Recorrente5      |
| Bart Bass                      | Recorrente5             | Recorrente5      | Recorrente5      | Recorrente5      | Recorrente5      | Recorrente5      | Recorrente5      | Recorrente5      |
| Donald Bass                    | Recorrente5             | Recorrente5      | Recorrente5      | Recorrente5      | Recorrente5      | Recorrente5      | Recorrente5      | Recorrente5      |

## Recepção

### Crítica
Gossip Girl recebeu inicialmente críticas mistas. Devido ao pedigree do show como uma adaptação de uma série de romance best-seller, o The New York Times considerou um dos novos shows mais aguardados da temporada televisiva de 2007-2008. Um levantamento de agosto de 2007 feito pela OTX, uma pesquisa e consultoria de mídia global, colocou o show na lista dos dez novos shows que os espectadores estavam cientes. Embora o piloto foi o destinatário de muitos comentários positivos de publicações como a Variety, The Washington Post, San Francisco Chronicle e o Boston Globe, outros revisores descreveram-no como um prazer culpado, em vez de uma hora de televisão mais aguardada. Metacritic deu-lhe uma pontuação de 54%, com base nos comentários de 26 publicações diferentes.

### Cultura popular
Após a exibição do episodio piloto, Gossip Girl se tornou um verdadeiro fenômeno da televisão em todo mundo. A série trouxe de volta todo o glamour e sofisticação da cidade de Nova York, coisa que não se via desde a série Sex and the City. A série foi citada pelo presidente Barack Obama e o prefeito de Nova York, Michael Bloomberg, decretou que o dia 26 de janeiro como "Dia de Gossip Girl" em comemoração ao episodio 100 da série. Ele ainda afirmou que a série é uma espécie de embaixadora da cidade.
Segundo os produtores da série Josh Schwartz e Stephanie Savage, disseram que queriam que a série fosse uma espécie de revista, onde todo mundo poderia saber onde ficavam os melhores lugares para se visitar, as melhores músicas para se ouvir, e o que vestir.
Gossip Girl também ficou conhecida por retratar a vida luxuosa do famoso bairro Upper East Side e também por falar de moda sendo considerada uma série obrigatória para os amantes de moda. Vários estilistas famosos marcaram presença na série, como: Michael Kors, Tory Burch, Diane Von Furstenberg, Rachel Zoe, Vera Wang e o crítico Tim Gunn participaram da série. Outros estilistas famosos também são mencionados ao longo da série como  como os brasileiros Alexandre Birman e Carlos Miele. Já os cantores do Florence and The Machine, Robyn, Lady Gaga, Cyndi Lauper também participaram da série.

### Dia deGossip Girle 100º episódio
Em 2012, Gossip Girl comemorou seu centésimo episódio com um grande episódio que contou com o casamento de Blair Waldorf e do príncipe de Mônaco, Louis Grimaldi e a suposta revelação da Gossip Girl. Além disso, Gossip Girl entrou oficialmente para o calendário da Big Apple. O prefeito de Nova Iorque, Michael Bloomberg, proclamou o dia 26 de janeiro como dia de Gossip Girl. Bloomberg visitou o set de filmagens e explicou que a série, e as outras 23 produções de televisão que utilizam a cidade como cenário, têm contribuído com emprego para mais de 100 mil pessoas e também com o turismo. Ao lado dele estavam vários executivos responsáveis pela série e as estrelas Blake Lively (Serena), Penn Badgley (Dan), Ed Westwick (Chuck), Kelly Rutherford (Lily), Matthew Settle (Rufus) e Kaylee DeFer (Ivy).

### Prêmios e indicações
| Ano  | Premiação               | Categoria                                              | Premiado              | Resultado | Ref.          |
| ---- | ----------------------- | ------------------------------------------------------ | --------------------- | --------- | ------------- |
| 2008 | Artios Awards           | Melhor Escolha de Elenco – Piloto de Televisão (Drama) | Gossip Girl           | Indicado  | [ 6 ]         |
| 2008 | ASTRA Awards            | Programa Internacional Favorito                        | Gossip Girl           | Indicado  | [ 7 ]         |
| 2008 | Teen Choice Awards      | Escolha Série de Televisão – Drama                     | Gossip Girl           | Venceu    | [ 8 ] [ 9 ]   |
| 2008 | Teen Choice Awards      | Escolha Nova Série de Televisão                        | Gossip Girl           | Venceu    | [ 8 ] [ 9 ]   |
| 2008 | Teen Choice Awards      | Escolha Atriz de Televisão – Drama                     | Blake Lively          | Venceu    | [ 8 ] [ 9 ]   |
| 2008 | Teen Choice Awards      | Escolha Atriz de Televisão – Drama                     | Leighton Meester      | Indicado  | [ 8 ] [ 9 ]   |
| 2008 | Teen Choice Awards      | Escolha Ator de Televisão – Drama                      | Chace Crawford        | Indicado  | [ 8 ] [ 9 ]   |
| 2008 | Teen Choice Awards      | Escolha Ator de Televisão – Drama                      | Penn Badgley          | Indicado  | [ 8 ] [ 9 ]   |
| 2008 | Teen Choice Awards      | Escolha Revelação Feminina de Televisão                | Blake Lively          | Venceu    | [ 8 ] [ 9 ]   |
| 2008 | Teen Choice Awards      | Escolha Revelação Feminina de Televisão                | Leighton Meester      | Indicado  | [ 8 ] [ 9 ]   |
| 2008 | Teen Choice Awards      | Escolha Revelação Feminina de Televisão                | Taylor Momsen         | Indicado  | [ 8 ] [ 9 ]   |
| 2008 | Teen Choice Awards      | Escolha Revelação Masculina de Televisão               | Chace Crawford        | Venceu    | [ 8 ] [ 9 ]   |
| 2008 | Teen Choice Awards      | Escolha Revelação Masculina de Televisão               | Ed Westwick           | Indicado  | [ 8 ] [ 9 ]   |
| 2008 | Teen Choice Awards      | Escolha Vilão de Televisão                             | Ed Westwick           | Venceu    | [ 8 ] [ 9 ]   |
| 2008 | People's Choice Awards  | Novo Drama de Televisão Favorito                       | Gossip Girl           | Indicado  | [ 10 ]        |
| 2009 | ASTRA Awards            | Programa Internacional Favorito                        | Gossip Girl           | Indicado  | [ 11 ]        |
| 2009 | ASTRA Awards            | Personalidade ou Ator Internacional Favorito           | Blake Lively          | Indicado  | [ 11 ]        |
| 2009 | Costume Designers Guild | Melhor Figurino de Série de Televisão – Contemporâneo  | Eric Daman            | Indicado  |               |
| 2009 | Prism Awards            | Episódio de Drama                                      | "Woman on the Verge"  | Indicado  | [ 12 ]        |
| 2009 | Prism Awards            | Performance em um Episódio de Drama                    | Blake Lively          | Indicado  | [ 12 ]        |
| 2009 | Young Hollywood Awards  | Melhor Performance Masculina                           | Ed Westwick           | Venceu    | [ 13 ]        |
| 2009 | Teen Choice Awards      | Escolha Série de Televisão – Drama                     | Gossip Girl           | Venceu    | [ 14 ] [ 15 ] |
| 2009 | Teen Choice Awards      | Escolha Atriz de Televisão – Drama                     | Leighton Meester      | Venceu    | [ 14 ] [ 15 ] |
| 2009 | Teen Choice Awards      | Escolha Ator de Televisão – Drama                      | Chace Crawford        | Venceu    | [ 14 ] [ 15 ] |
| 2009 | Teen Choice Awards      | Escolha Ator de Televisão – Drama                      | Penn Badgley          | Indicado  | [ 14 ] [ 15 ] |
| 2009 | Teen Choice Awards      | Escolha Vilão de Televisão                             | Ed Westwick           | Venceu    | [ 14 ] [ 15 ] |
| 2009 | Teen Choice Awards      | Escolha Trilha Sonora                                  | Gossip Girl           | Indicado  | [ 14 ] [ 15 ] |
| 2009 | Teen Choice Awards      | Escolha Unidade Parental de Televisão                  | Matthew Settle        | Indicado  | [ 14 ] [ 15 ] |
| 2010 | Teen Choice Awards      | Escolha Série de Televisão – Drama                     | Gossip Girl           | Venceu    | [ 16 ] [ 17 ] |
| 2010 | Teen Choice Awards      | Escolha Atriz de Televisão – Drama                     | Leighton Meester      | Venceu    | [ 16 ] [ 17 ] |
| 2010 | Teen Choice Awards      | Escolha Atriz de Televisão – Drama                     | Blake Lively          | Indicado  | [ 16 ] [ 17 ] |
| 2010 | Teen Choice Awards      | Escolha Ator de Televisão – Drama                      | Chace Crawford        | Venceu    | [ 16 ] [ 17 ] |
| 2010 | Teen Choice Awards      | Escolha Ator de Televisão – Drama                      | Penn Badgley          | Indicado  | [ 16 ] [ 17 ] |
| 2010 | Teen Choice Awards      | Escolha Ladra de Cena                                  | Hillary Duff          | Venceu    | [ 16 ] [ 17 ] |
| 2010 | Teen Choice Awards      | Escolha Melhor Vilão                                   | Ed Westwick           | Indicado  | [ 16 ] [ 17 ] |
| 2011 | Teen Choice Awards      | Escolha Série de Televisão – Drama                     | Gossip Girl           | Venceu    | [ 18 ] [ 19 ] |
| 2011 | Teen Choice Awards      | Escolha Atriz de Televisão – Drama                     | Blake Lively          | Venceu    | [ 18 ] [ 19 ] |
| 2011 | Teen Choice Awards      | Escolha Ator de Televisão – Drama                      | Chace Crawford        | Venceu    | [ 18 ] [ 19 ] |
| 2011 | Teen Choice Awards      | Escolha Ator de Televisão – Drama                      | Penn Badgley          | Indicado  | [ 18 ] [ 19 ] |
| 2011 | People's Choice Awards  | Ator de Drama de Televisão Favorita                    | Chace Crawford        | Indicado  | [ 20 ]        |
| 2011 | People's Choice Awards  | Atriz de Drama de Televisão Favorito                   | Blake Lively          | Indicado  | [ 20 ]        |
| 2012 | People's Choice Awards  | Atriz de Drama de Televisão Favorito                   | Blake Lively          | Indicado  | [ 21 ]        |
| 2012 | Teen Choice Awards      | Escolha Série de Televisão – Drama                     | Gossip Girl           | Indicado  | [ 22 ]        |
| 2012 | Teen Choice Awards      | Escolha Atriz de Televisão – Drama                     | Leighton Meester      | Indicado  | [ 22 ]        |
| 2012 | Teen Choice Awards      | Escolha Ator de Televisão – Drama                      | Penn Badgley          | Indicado  | [ 22 ]        |
| 2012 | Teen Choice Awards      | Escolha Ator de Televisão – Drama                      | Ed Westwick           | Indicado  | [ 22 ]        |
| 2012 | Teen Choice Awards      | Escolha Melhor Vilão                                   | Michelle Trachtenberg | Indicado  | [ 23 ]        |
| 2013 | Teen Choice Awards      | Escolha Série de Televisão – Drama                     | Gossip Girl           | Indicado  | [ 24 ]        |
| 2013 | Teen Choice Awards      | Escolha Atriz de Televisão – Drama                     | Blake Lively          | Indicado  | [ 24 ]        |
| 2013 | Teen Choice Awards      | Escolha Ator de Televisão – Drama                      | Penn Badgley          | Indicado  | [ 24 ]        |
| 2013 | People's Choice Awards  | Drama de Televisão Favorito                            | Gossip Girl           | Indicado  | [ 25 ]        |

### Audiência
A estreia da série foi assistida por 3,50 milhões de telespectadores. No entanto, a estreia tinha a expectativa de ter uma audiência maior que America's Next Top Model. O último episódio da primeira temporada foi assistido por 3.00 milhões de telespectadores. A segunda temporada estreou com 3.43 milhões de telespectadores. A quarta temporada estreou com 1.83 milhões de telespectadores.
| Temporada | Temporada | Episódios | Temporada da TV | Exibição Original      | Exibição Original      | Lançamento em DVD       | Lançamento em DVD       | Audiência (em milhões) | Audiência (demo 18-49) |
| Temporada | Temporada | Episódios | Temporada da TV | Estreia                | Final                  | Estados Unidos          | Brasil                  | Audiência (em milhões) |                        |
| --------- | --------- | --------- | --------------- | ---------------------- | ---------------------- | ----------------------- | ----------------------- | ---------------------- | ---------------------- |
|           | 1ª        | 18        | 2007–2008       | 19 de setembro de 2007 | 19 de maio de 2008     | 19 de agosto de 2008    | 15 de abril de 2009     | 2.58                   | 1.2                    |
|           | 2ª        | 25        | 2008–2009       | 1 de setembro de 2008  | 18 de maio de 2009     | 18 de agosto de 2009    | 28 de outubro de 2009   | 2.80                   | 1.4                    |
|           | 3ª        | 22        | 2009–2010       | 14 de setembro de 2009 | 17 de maio de 2010     | 24 de agosto de 2010    | 1 de setembro de 2010   | 2.04                   | 1.1                    |
|           | 4ª        | 22        | 2010–2011       | 13 de setembro de 2010 | 16 de maio de 2011     | 23 de agosto de 2011    | 7 de setembro de 2011   | 1.65                   | 0.9                    |
|           | 5ª        | 24        | 2011–2012       | 26 de setembro de 2011 | 14 de maio de 2012     | 25 de setembro de 2012  | 12 de setembro de 2012  | 1.18                   | 0.6                    |
|           | 6ª        | 10        | 2012            | 08 de outubro de 2012  | 17 de dezembro de 2012 | 19 de fevereiro de 2013 | 27 de fevereiro de 2013 | 0.900                  | 0.4                    |

## Distribuição
Gossip Girl foi ao ar na The CW às segundas-feiras. Além da transmissão televisiva da série, episódios de Gossip Girl também foram lançados na Internet. Em outubro de 2011, a The CW assinou um contrato que permitia que todos os episódios de Gossip Girl fossem transmitidos no Netflix. No mesmo mês, a rede assinou um contrato com a Hulu. Tanto o CWTV.com quanto o Hulu transmitiram episódios gratuitamente, mas apenas os cinco episódios mais recentes estavam disponíveis para visualização. Todas as temporadas de Gossip Girl também estão disponíveis através da iTunes Store e Amazon Video, onde cada episódio pode ser adquirido separadamente ou em séries completas.
Atualmente a série está completa na HBO Max
A partir de 2012, a série foi transmitida em 197 países.

### Sindicação
Em 25 de julho de 2012, a Style Network anunciou que havia adquirido os direitos fora da rede para Gossip Girl e começou a transmitir repetições do programa em 15 de agosto de 2012.

## Exibição no Brasil
No Brasil, Gossip Girl estreiou em 8 de novembro de 2007 no canal de televisão por assinatura Warner Channel. Entretanto, teve sua exibição suspensa em abril de 2010, durante a terceira temporada, após a diretora de programação do canal declarar que a série "não agradou".
Em 25 de janeiro de 2010, começou a ser exibida na televisão aberta pelo SBT, com o subtítulo A Garota do Blog. Após a exibição da primeira temporada, a série foi cancelada pela emissora devido a baixos índices de audiência, sendo substituída por Smallville a partir de 18 de fevereiro de 2010. Em 19 de novembro de 2011, o SBT informou que a série voltaria à sua grade de programação em 21 de novembro, porém dentro do quadro Tele Seriados. A reapresentação da primeira temporada ocorreu todas as segundas durante a madrugada no bloco Tele Seriados, tendo seu último episódio exibido em 19 de março de 2012. No mesmo bloco, também foram exibidas todas as temporadas inéditas, algumas com episódios duplos.
Mais tarde, Gossip Girl estreou no canal por assinatura Glitz* em 24 de maio de 2011, a partir da terceira temporada.
| Temporada | Exibição (SBT)          | Exibição (SBT)         | Exibição (Warner Channel) | Exibição (Warner Channel) | Exibição (Glitz*)   | Exibição (Glitz*)      |
| Temporada | Estreia                 | Final                  | Estreia                   | Final                     | Estreia             | Final                  |
| --------- | ----------------------- | ---------------------- | ------------------------- | ------------------------- | ------------------- | ---------------------- |
| 1ª        | 21 de novembro de 2011  | 19 de março de 2012    | 8 de novembro de 2007     | 3 de junho de 2008        | —                   | —                      |
| 2ª        | 26 de março de 2012     | 10 de outubro de 2012  | 5 de novembro de 2008     | 3 de junho de 2009        | —                   | —                      |
| 3ª        | 17 de setembro de 2012  | 4 de fevereiro de 2013 | 25 de outubro de 2009     | —                         | 24 de maio de 2011  | 28 de junho de 2011    |
| 4ª        | 11 de fevereiro de 2013 | 8 de julho de 2013     | —                         | —                         | 5 de julho de 2011  | 29 de novembro de 2011 |
| 5ª        | 15 de julho de 2013     | 21 de outubro de 2013  | —                         | —                         | 24 de abril de 2012 | —                      |
| 6ª        | 28 de outubro de 2013   | 25 de novembro de 2013 | —                         | —                         | 30 de abril de 2013 | —                      |

### Dublagem
- Estúdio: Delart[50]
- Direção: Hércules Franco / Flávia Fontenelle (temporadas 4–6)

| Personagem                 | Dublador(a)           |
| -------------------------- | --------------------- |
| Narradora / Garota do Blog | Carol Crespo Simões   |
| Serena van der Woodsen     | Evie Saide            |
| Blair Waldorf              | Jullie                |
| Dan Humphrey               | Gustavo Pereira       |
| Nate Archibald             | Felipe Drummond       |
| Chuck Bass                 | Francisco Quintiliano |
| Lily van der Woodsen       | Izabel Lira           |
| Rufus Humphrey             | Marcelo Garcia        |
| Jenny Humphrey             | Erika Menezes         |
| Vanessa Abrams             | Luisa Palomanes       |
| Ivy Dickens                | Gabriela Bicalho      |

## Produção

### Cenários

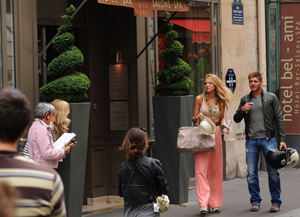
Blake Lively, como Serena, em uma cena em Saint-Germain-des-Prés, Paris. Foi levado os atores Leighton Meester, Blake Lively e Ed Westwick para Paris nas gravações da quarta temporada.

Gossip Girl se passa e é gravado em Nova Iorque, em plano principal. Muitos lugares são conhecidos do público. A cena de abertura da série - o retorno de Serena - acontece no Grand Central Terminal, localizado na 15 Vanderbilt Avenue. O Museu da Cidade de Nova Iorque, The Metropolitan Museum of Art, e o The Synod of Bishops servem para as imagens externas da Constance Billard School (meninas) e St. Jude's School (meninos), respectivamente, ambas as escolas frequentadas por todos os personagens da série.
Já para a quarta temporada foram levados os atores Leighton Meester, Blake Lively e Ed Westwick para gravarem em Paris.

### Trilha sonora
1. Peter Bjorn and John - Young Folks - Primeira música a ser tocada na série, sendo tocada novamente no episódio 100 como homenagem.
2. Mike Snow - Plastic Jungle
3. Matt & Kim - Don't Slow Down
4. The Rapture - No Sex For Ben
5. Cobra Starship - Good Girls Go Bad (feat. Leighton Meester)
6. Cobra Starship - Hot Mess
7. Just Jack - Embers
8. Phoenix - 1901
9. Names in Vain - Summons
10. The World Record - We're#1
11. Lissy Trullie - Ready for the Floor
12. Miike Snow - Animal
13. The Broken Remotes - Weld at the Seams
14. All Wrong And The Plans Change - I Get Down
15. Art Brut - Summer Job
16. Far East Movement - Dance Like Michael Jackson
17. Passion Pit - Moth's Wings
18. Starlight Mints - Black Champagne
19. Matt & Kim - Lessons Learned
20. Phoenix - Lisztomania
21. Sonic Youth - Antenna
22. Sonic Youth - Star Power
23. The New Cities - Lost In City Lights
24. The Rah Band - Clouds Across The Moon (Versão de 1985)
25. Lady Gaga - Poker Face
26. Katy Perry - Teenage Dream
27. Paramore - The Only Exception
28. Jason Derulo - Whatcha say
29. Santogold - Shove It
30. Santogold - Creator
31. Foster the People - Pumped up Kicks
32. M.I.A.- Bad Girls
33. B.o.B -  Ghost In The Machine
34. The Kills - Sour Cherry
35. The Pierces - Secret
36. The Pierces - Three Wishes
37. The Kills

## Spin-offs

### Valley Girls
O episódio piloto entra na série no penúltimo episódio da segunda temporada, como um flash-back da juventude de Lily van der Woodsen (Kelly Rutherford). Se passando em 1983, o espetáculo narra a vida da, ainda então Lily Rhodes (Brittany Snow), quando tinha 16 anos. Na série aparecem seu pai, Rick Rhodes (Andrew McCarthy), sua mãe CeCe Rhodes (Cynthia Watros), sua irmã Carol (Krysten Ritter), o pai de Serena e Eric, William van der Woodsen (Matt Barr) e dois amigos de Carol, Owen (Shiloh Fernandez) e Shep (Ryan Hansen). Essas memórias acontecem para fazer Lily repensar nas suas atitudes com Serena, devido a convivência com sua mãe nunca ter sido boa. Após muita especulação, a minissérie foi declarada como "estacionada", ou seja, não acabou e não há certezas de continuação.

### Chasin' Dorota
Uma minissérie composta por seis episódios de aproximadamente três minutos cada, contando uma história sobre Dorota (Zuzanna Szadkowski). Descobre-se que a secretária do lar mais amada do Upper East Side é na verdade uma Condessa Polaca e é casada. Seu marido vai até Nova Iorque à sua procura – na verdade, em busca de seu título de Condessa, mas Dorota assume estar feliz como está e não quer renegar disso por nada, muito menos por ele. Acaba com ele voltando para a Polônia, com os papéis do divórcio assinados e com Dorota seguindo o conselho das amigas, namorando Vanya, o porteiro russo do prédio Empire State, onde as personagens principais moram.

## Adaptações internacionais
Gossip Girl teve várias adaptações em outros países. Entre elas a versão turca conhecida como Küçük Sırlar, originalmente exibida pelo Kanal D de julho a novembro de 2010 e depois na Star TV de novembro de 2010 a setembro de 2011. Em 5 de março de 2012, foi divulgado que a Warner Bros. International Television e a Metan Development Group produziriam uma série de drama adolescente chinesa intitulada como China Girl baseada em Gossip Girl. A gravações começaram em junho de 2012 e a série iria ao ar a partir de novembro. A série contaria a vida de estudantes em uma universidade. Mais nenhuma notícia da exibição do programa foi divulgada.
Uma versão mexicana da série foi produzida pelo produtor Pedro Torres chamada Gossip Girl: Acapulco. O programa é estrelado por Sofía Sisniega, Oka Giner, Jon Ecker, Vadhir Derbez, Diego Amozurrutia e Macarena Achaga. As filmagens da adaptação mexicana começaram em janeiro de 2013 e a série foi ao ar em 5 de julho de 2013, na Televisa. A série também foi ao ar nos Estados Unidos pela Univision em 2014. O programa não foi renovado para uma segunda temporada. Outra versão foi ao ar na Tailândia, pelo Channel 3 em 16 de julho de 2015, intitulada como Gossip Girl: Thailand.